# Painted Peak, Antarktis (1)
Painted Peak är en bergstopp i Antarktis. Den ligger i Östantarktis. Australien gör anspråk på området. Toppen på Painted Peak är 710 meter över havet.
Terrängen runt Painted Peak är platt åt sydost, men åt nordväst är den kuperad. Trakten är glest befolkad. Närmaste befolkade plats är Mawson Station, 16,5 kilometer norr om Painted Peak. 